# 扎利夏 (皮德卡明市鎮)
扎利夏（羅馬化：Zalissia）是烏克蘭西部的村莊，隸屬利維夫州的佐洛奇夫區。該村面積0.68平方公里，海拔高度385米，2001年人口90，人口密度每平方公里131.77人。